# Moraea inyangani
Moraea inyangani är en irisväxtart som beskrevs av Peter Goldblatt. Moraea inyangani ingår i släktet Moraea och familjen irisväxter. Inga underarter finns listade i Catalogue of Life.